# Charles De Wailly

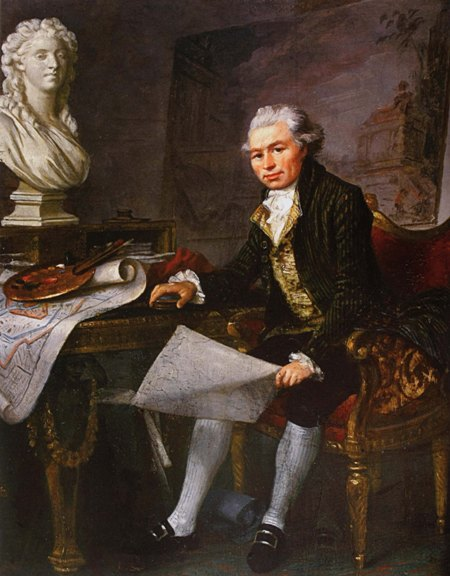
Portret uit 1798

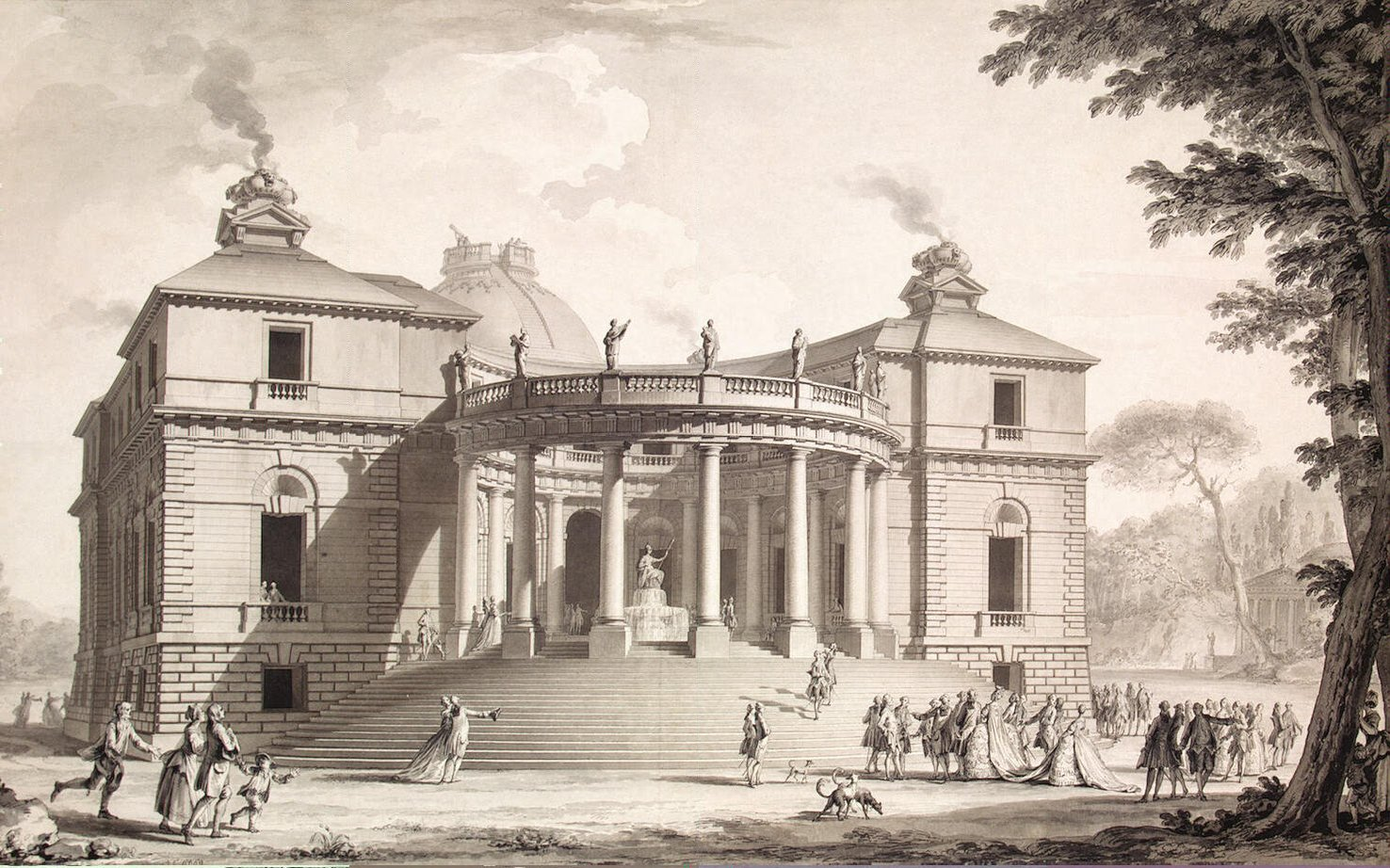
Kasteel van Montmusard, vernield in 1795

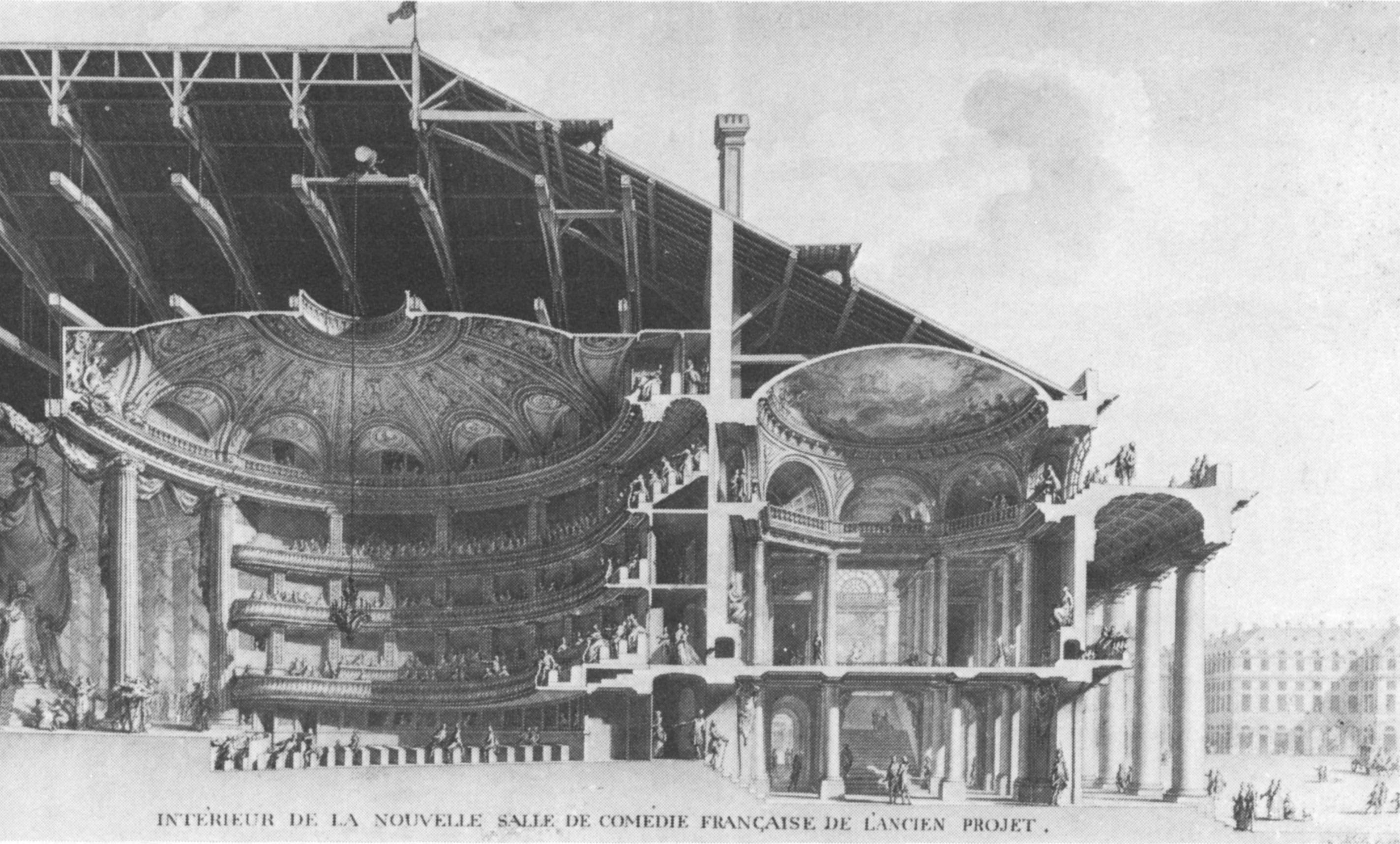
Dwarsdoorsnede van het Théâtre de l'Odéon, 1776

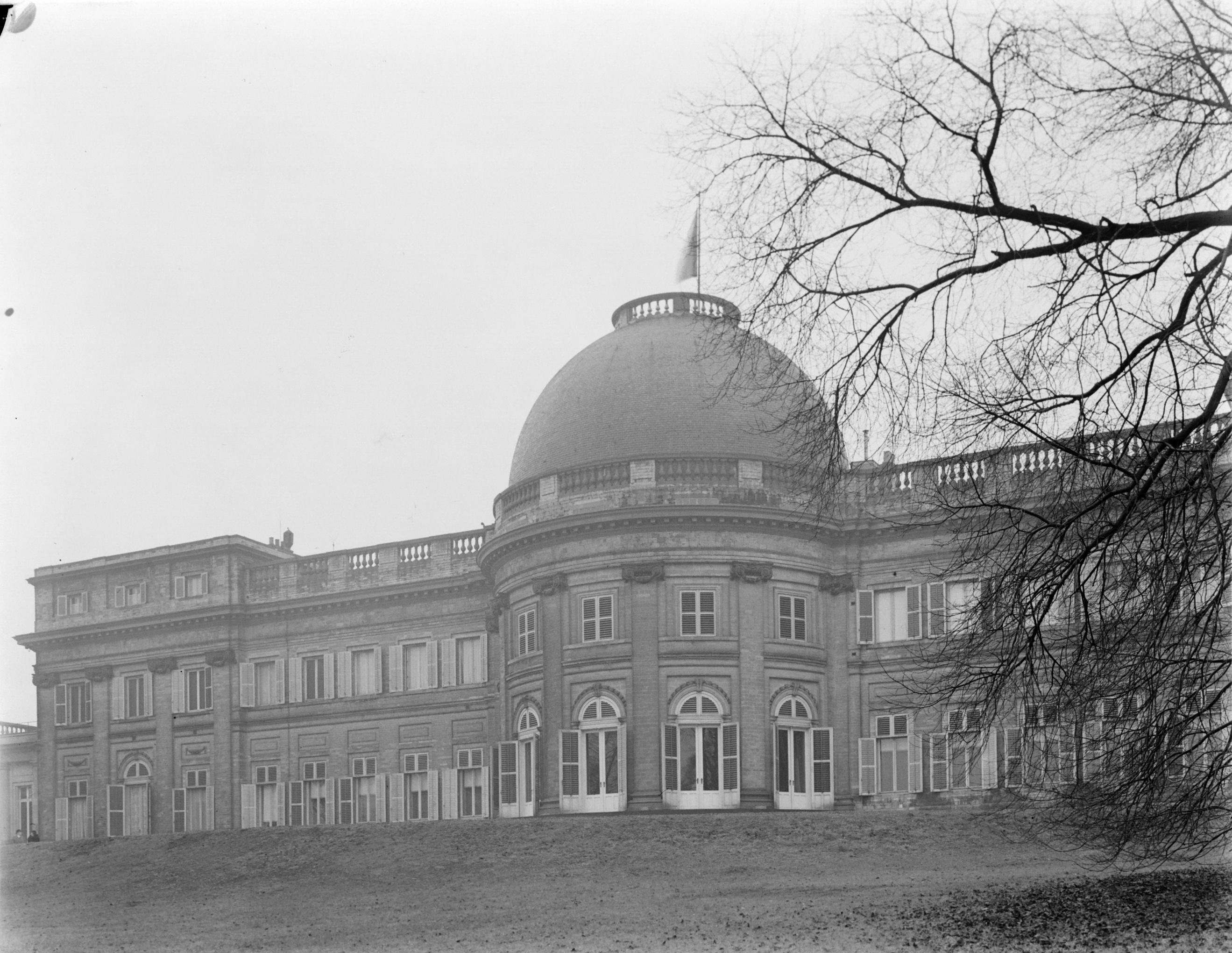
Kasteel van Laken in 1934

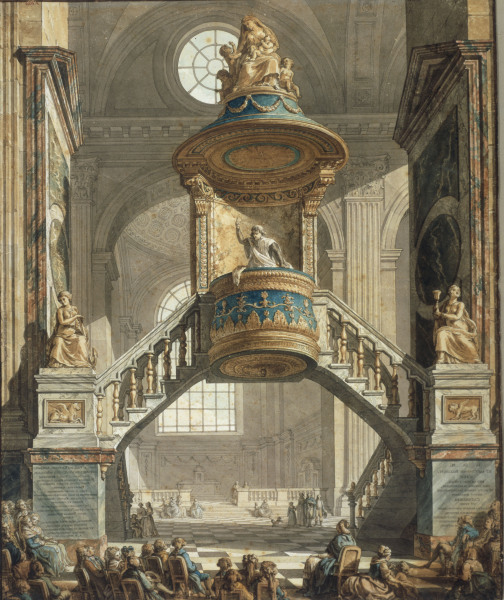
Project voor de kansel van de Saint-Sulpice, 1789

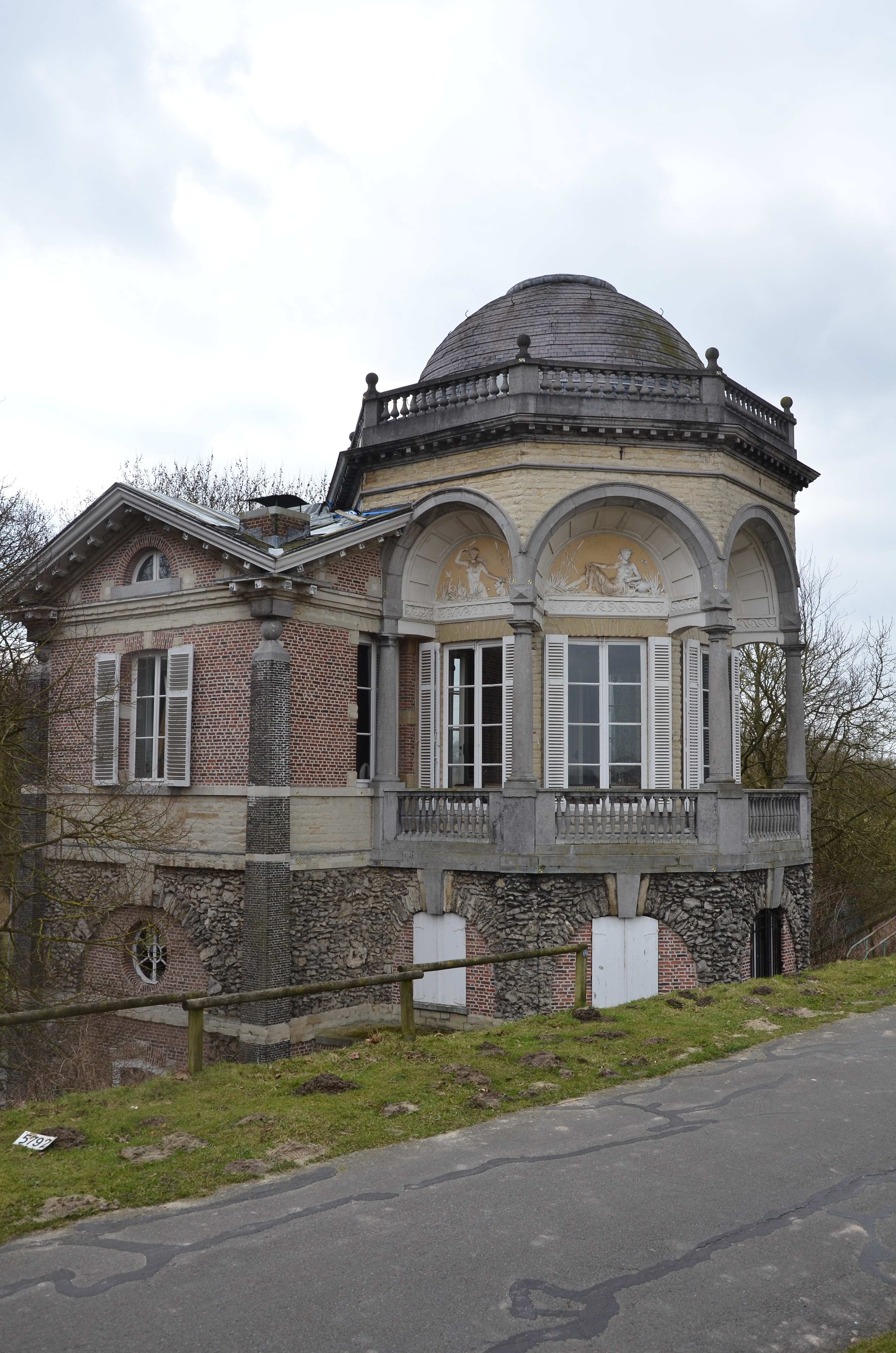
De Notelaer, Hingene (1792)

Charles De Wailly (Parijs, 9 november 1730 - aldaar, 2 november 1798) was een neoclassicistisch architect, stadsplanner en schilder uit Frankrijk. Hij was werkzaam in meerdere landen, waaronder België, en heeft vooral kastelen en theaters op zijn actief. Als gangmaker van het neoclassicisme verliet hij de rococo voor een meer uitgepuurde architectuur. Binnen zijn style à l'Antique toonde hij een voorkeur voor de perfecte figuur, de cirkel.

## Leven
De opleiding van De Wailly gebeurde aanvankelijk in het atelier van Jean-Laurent Legeay. Met Étienne-Louis Boullée en enkele andere kameraden schreef hij zich in 1749 in aan de École des Arts van Jacques-François Blondel, waar hij William Chambers en nadien ook Giovanni Niccolò Servandoni ontmoette. Hij behaalde in 1752 de grand prix de Rome in de architectuur, wat hem een driejarig verblijf opleverde aan de Académie de France te Rome. Daar nam hij met zijn vriend Moreau-Desproux deel aan het opgraven van de thermen van Diocletianus. Hij knoopte er ook een vriendschap aan met de beeldhouwer Augustin Pajou.
In 1767 werd De Wailly opgenomen in de Académie royale d'architecture en in 1771 mocht hij toetreden tot de Académie royale de peinture et de sculpture. Tsarin Catherina probeerde hem naar Sint-Petersburg te halen, maar hij weigerde. In plaats daarvan aanvaardde hij een benoeming bij de Bâtiments royaux, toegewezen aan het kasteel van Fontainebleau. Hij nam in 1773 verlof voor een project in Genua aan het Palazzo Cristoforo Spinola.
Terug in Parijs werd hij opgemerkt door de markies van Voyer, voor wiens kasteel te Asnières hij de eetzaal ontwierp. Voor Voyer, die zijn grote beschermheer en intimus werd, voerde hij ook werken uit aan het Hôtel d'Argenson en het kasteel van Ormes. Vervolgens maakte De Wailly in dienst van de markies van Marigny, broer van Madame de Pompadour, ontwerpen voor het kasteelpark van Menars. Dankzij Marigny's steun haalde de architect in 1778 de opdracht voor de decoratie van de Koninklijke Opera van Versailles binnen, alsook voor het nieuwe gebouw van de Comédie-Française. Dit werd zijn beroemde Théâtre de l'Odéon, gebouwd vanaf 1779.
In dat jaar ging De Wailly werken in de Oostenrijkse Nederlanden. Hij begon met het ontwerp van een salon voor een Antwerpse handelaar, maakte naam met een parktheater bij het kasteel van Seneffe en voegde aan het kasteel Rivierenhof in Deurne vleugels met colonnades toe. De hertog van Arenberg liet hem grootse projecten tekenen voor zijn kastelen in Edingen en in Heverlee. Deze plannen werden echter niet gerealiseerd, behalve een landhuis in het park van Edingen, dat evenwel kort na de afwerking in 1786 uitbrandde. Ook een jachthuis voor de Prins de Ligne in Beloeil en een herenhuis voor de graaf van Velthem in Brussel bleven liggen op de ontwerptafel. Ondertussen had landvoogd Albert Casimir van Saksen-Teschen een beroep gedaan op de diensten van De Wailly om in Schoonenberg een opvolger te ontwerpen voor het door keizer Jozef II afgegooide kasteel van Tervuren. Dit werd het kasteel van Laken, waarvan De Wailly de feitelijke ontwerper was en Louis Montoyer de uitvoerder. Ook de ronde Tempel der Vriendschap in het park is van zijn hand. De Franse invasie van 1792 doorkruiste zijn plannen voor een nieuwe Muntschouwburg, waarna hij te Hingene De Notelaer ontwierp, een lustpaviljoen voor de hertog van Ursel.
Bij de nieuwe Franse inval van 1794 in de Belgische provincies kreeg De Wailly van het Comité de Salut Public de opdracht om de artistieke en wetenschappelijke rijkdommen van het veroverde land te confisqueren en af te voeren naar Parijs. Doordat andere functionarissen het voornaamste al hadden aangeslagen, bleef de bijdrage van De Wailly echter beperkt. In 1795 werd hij aangesteld tot schilderijenconservator van het Musée central de l'Art en verkozen in de Académie des beaux-arts.

## Familie
De Wailly was getrouwd met Adélaïde Flore Belleville. Zijn broer Noël was een bekend lexicograaf.

## Realisaties

### In Frankrijk
- Eetzaal van het château d'Asnières, 1754
- Binneninrichting van het Hôtel d'Argenson, 1762-1772 (vernield in 1923)
- Hoofdgebouw en paardenstal van het kasteel van Les Ormes, 1766-1769
- Château de Montmusard in Dijon, 1765-1768 (meesterwerk in Griekse stijl, grotendeels vernield in 1795)
- Eigen woning aan de rue La Boétie 57 te Parijs, 1776
- Woning van Augustin Pajou aan de rue La Boétie
- Inrichting van de Mariakapel en kansel in de Saint-Sulpice van Parijs, 1774-1777
- Kunstentempel bij het kasteel van Menars
- Hoefijzervormig gebouw voor de Abdij van Saint-Denis, 1778 (tegenwoordig bezit van het Légion d'Honneur)
- Théâtre de l'Odéon, 1779-1782 (met Peyre)
- Crypte en verhoogd koor voor de Saint-Leu-Saint-Gilles te Parijs
- Chapelle du Reposoir, Versailles

### In België
- Klein theater in het park van het kasteel van Seneffe, 1779
- Uitbreiding van het kasteel Rivierenhof in Deurne, 1779
- Landhuis in het park van Edingen, 1786 (vernield)
- Kasteel van Laken (met Louis Montoyer), 1781-1785
- Project voor een nieuwe Muntschouwburg, 1785-1792
- Paviljoen De Notelaer in Hingene, 1792

### In Duitsland
- Urbanistieke herinrichting van Kassel

### In Italië
- Salone del Sole in het Palazzo Cristoforo Spinola aan de Strada Nuova van Genua, 1772 (zwaar beschadigd in 1942)

### In Rusland
- Château Cheremetiev bij Moskou